# Gerald Cleaver

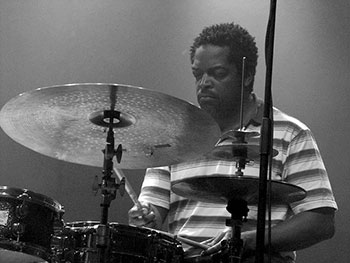
Gerald Cleaver (2014)
Photo: Hreinn Gudlaugsson

Gerald W. Cleaver (* 4. Mai 1963 in Detroit) ist ein US-amerikanischer Jazz-Schlagzeuger und Bandleader des Creative Jazz und der improvisierten Musik.

## Leben und Wirken
Cleaver arbeitete am Anfang seiner Musikerkarriere in der Jazzszene von Detroit, u. a. mit Ali Muhammad Jackson, Marcus Belgrave, Donald Walden und Rodney Whitaker.
Er erhielt ein Stipendium und studierte um 1995 an der Jazz-Fakultät der University of Michigan. Während seines Studiums spielte er in der Band von Craig Taborn; in den 1990er Jahren arbeitete er dann u. a. mit Ralph Alessi, Franck Amsallem, Charles Gayle, Chris Lightcap, Joe Morris, Mat Maneri, Roscoe Mitchell, Mario Pavone, Wadada Leo Smith, David Torn, Gebhard Ullmanns Projekt Basement Research und Miroslav Vitouš.
Anfang der 2000er Jahre arbeitete er in der Band von Matthew Shipp, 2005 bei Lotte Anker und im Quartett von Daniel Guggenheim, 2006 bei Liberty Ellman. 2007 wirkte er an Sylvie Courvoisiers Album Lonelyville (Intakt) mit. Auch arbeitete er mit Raphaël Imbert.
Mit seinem Sextett Veil of Names nahm Gerald Cleaver das Album Adjust auf, das 2001 auf dem Label Fresh Sounds New Talent erschien und an dem u. a. Mat Maneri, Ben Monder, Andrew Bishop, Craig Taborn und Reid Anderson mitwirkten. Außerdem arbeitet er mit den Formationen Uncle June, Violet Hour, NiMbNl und im Trio von Yaron Herman. 2008 veröffentlichte er das Album Gerald Cleaver’s Detroit; 2009 folgte auf dem Label AUM Fidelity das Livealbum Farmers by Nature, an dem William Parker und Taborn mitwirkten. 2011 entstand das Trioalbum Book of Three mit Taylor Ho Bynum und John Hébert; außerdem wirkte er bei Ellery Eskelins Trio New York (2011) mit.
Cleaver spielte am 1. Juli 2012 auf dem JazzBaltica Festival als Sideman des Tomasz Stańko Quartetts. Mit der Band Black Host (mit Darius Jones, Pascal Niggenkemper, Brandon Seabrook, Cooper-Moore) legte er 2013 das Album Life in the Sugar Candle Mines vor. Mit Giovanni Guidi, Louis Sclavis und Gianluca Petrella veröffentlichte er 2016 das Album Ida Lupino bei ECM Records. Zu hören ist er auch auf Michael Formaneks 2014 entstandenen Livealbum Pre-Apocalyptic, Jeong Lim Yangs Zodiac Suite: Reassured (2021) und William Parkers Universal Tonality (2002, ed. 2022). 2016 wirkte er bei Tomas Fujiwaras Album Triple Double und Joshua Abrams’ Cloud Script mit, 2018 bei Gebhard Ullmanns Impromptus and Other Short Works, des Weiteren bei Jason Steins Anchors (2024) und Darius Jones’ Legend of e’Boi (The Hypervigilant Eye) (2024).
Cleavers Alben Signs (2020) und Griots (2021) sind hingegen anders als seine vorherigen 15 Alben elektroakustischer Natur und stellen zahlreiche „Konventionen auf den Kopf“.
2013 gewann er in der „Rising Star“-Kategorie als Schlagzeuger die Polls des Down Beat.

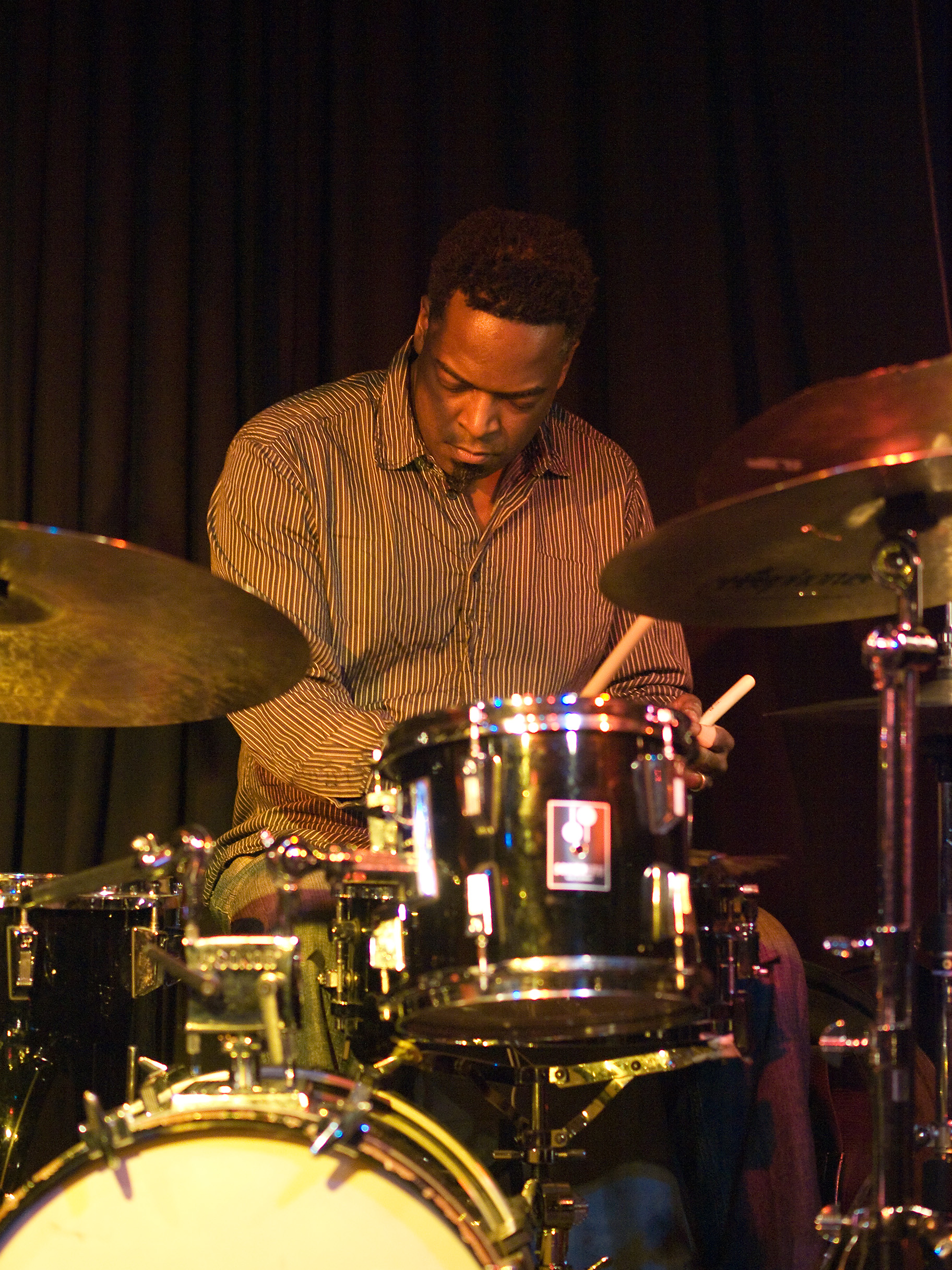
Gerald Cleaver im Jazzclub Unterfahrt (München 2009)

## Diskographische Hinweise
- Rodrigo Amado, Taylor Ho Bynum, John Hébert & Gerald Cleaver: Searching for Adam (2010)
- Joe Morris / William Parker / Gerald Cleaver: Altitude (AUM Fidelity, 2012)
- Live in the Sugar Candle Mines (2013), mit Cooper-Moore, Brandon Seabroock, Darius Jones, Pascal Niggenkemper
- Larry Ochs & Gerald Cleaver: Songs of the Wild Cave (RogueArt, 2018)
- Live at Firehouse 12 (2019)
- Signs (577 Records 2020) solo[2]
- Griots (577 Records 2021) solo, sowie David Virelles bzw. Ambrose Akinmusire (in je einem Stück)[3]
- Daniel Carter, Matthew Shipp, William Parker, Gerald Cleaver: Welcome Adventure! Vol. 1 (577 Records, 2019)
- William Parker: Mayan Space Station (2021)
- Matthew Shipp, Gerald Cleaver, Allen Lowe & Kevin Ray: Cool with That (2021)
- Tomas Fujiwara Triple Double: March (Firehouse 12, 2022)
- Daniel Carter, Matthew Shipp, William Parker, Gerald Cleaver: Welcome Adventure! Vol. 2 (577 Records, 2022)
- Gerald Cleaver / Brandon Lopez / Hprizm: In the Wilderness (577 Records, 2023)[4]